# 東上駅
東上駅（とうじょうえき）は、愛知県豊川市東上町東京寺（とうきょうじ）にある、東海旅客鉄道（JR東海）飯田線の駅である。

## 概要
東上駅は、豊橋駅（愛知県）と辰野駅（長野県）を結ぶJR飯田線の中間駅（途中駅）の1つである。豊川市の北東部にあたる一宮地区（旧・宝飯郡一宮町域）に位置し、駅の辰野寄りすぐ先に豊川市と新城市の境界が通る。
1898年（明治31年）に豊川鉄道によって開設した。その後国有化を経て、1987年（昭和62年）の国鉄分割民営化に伴い、JR東海経営に移っている。

## 歴史
当駅を開設した豊川鉄道は、現在のJR飯田線南部に当たる豊橋 - 大海間を運営していた私鉄である。同鉄道線が三河一宮から新城まで延伸した1898年4月に、合わせて開業した。
1943年（昭和18年）8月、豊川鉄道線は買収・国有化され、国有鉄道飯田線が成立する。これによって当駅も国鉄の駅となった。1971年（昭和46年）には開業時からの貨物営業が廃止されて旅客駅となり、そのまま1987年4月の国鉄分割民営化を迎えてJR東海に継承されている。

### 年表
- 1898年（明治31年）4月25日：豊川鉄道の駅として開設[1]。
- 1943年（昭和18年）8月1日：国有化、国鉄飯田線の駅となる[1]。
- 1963年（昭和38年）3月1日：貨物のうち、車扱貨物取扱廃止[1]。
- 1971年（昭和46年）12月1日：小口扱貨物の取り扱いを廃止し、貨物取扱全廃。荷物扱いも廃止[1]。
- 1984年（昭和59年）2月24日：飯田線南部への列車集中制御装置 (CTC) 導入に伴い、無人駅化[2]。
- 1987年（昭和62年）4月1日：国鉄分割民営化に伴い、JR東海が継承[1]。
- 2025年（令和7年）3月15日：ICカード「TOICA」が利用可能となる[3][4]。

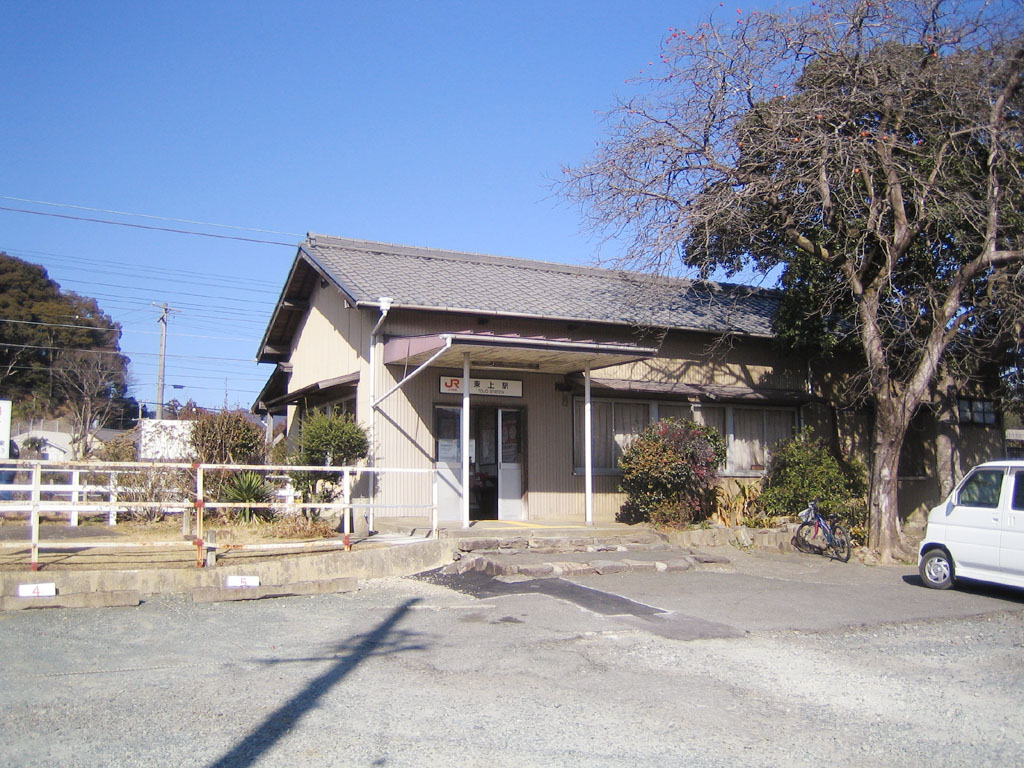
旧駅舎（2006年1月）

## 駅構造
相対式ホーム2面2線を有する地上駅。単線上にある交換駅であり、列車交換（行違い）が可能。2017年現在のダイヤでは主に夕方以降で列車交換が行われる。
駅舎は1番線（上り線）ホーム側にあり、2つあるホームは構内踏切で繋がっている。駅員が配置されない無人駅（駅員無配置駅）であり、管理駅（駅長配置駅）である豊川駅管理下に置かれている。
| 番線 | 路線      | 方向 | 行先               |
| ---- | --------- | ---- | ------------------ |
| 1    | CD 飯田線 | 上り | 豊橋方面           |
| 2    | CD 飯田線 | 下り | 中部天竜・飯田方面 |

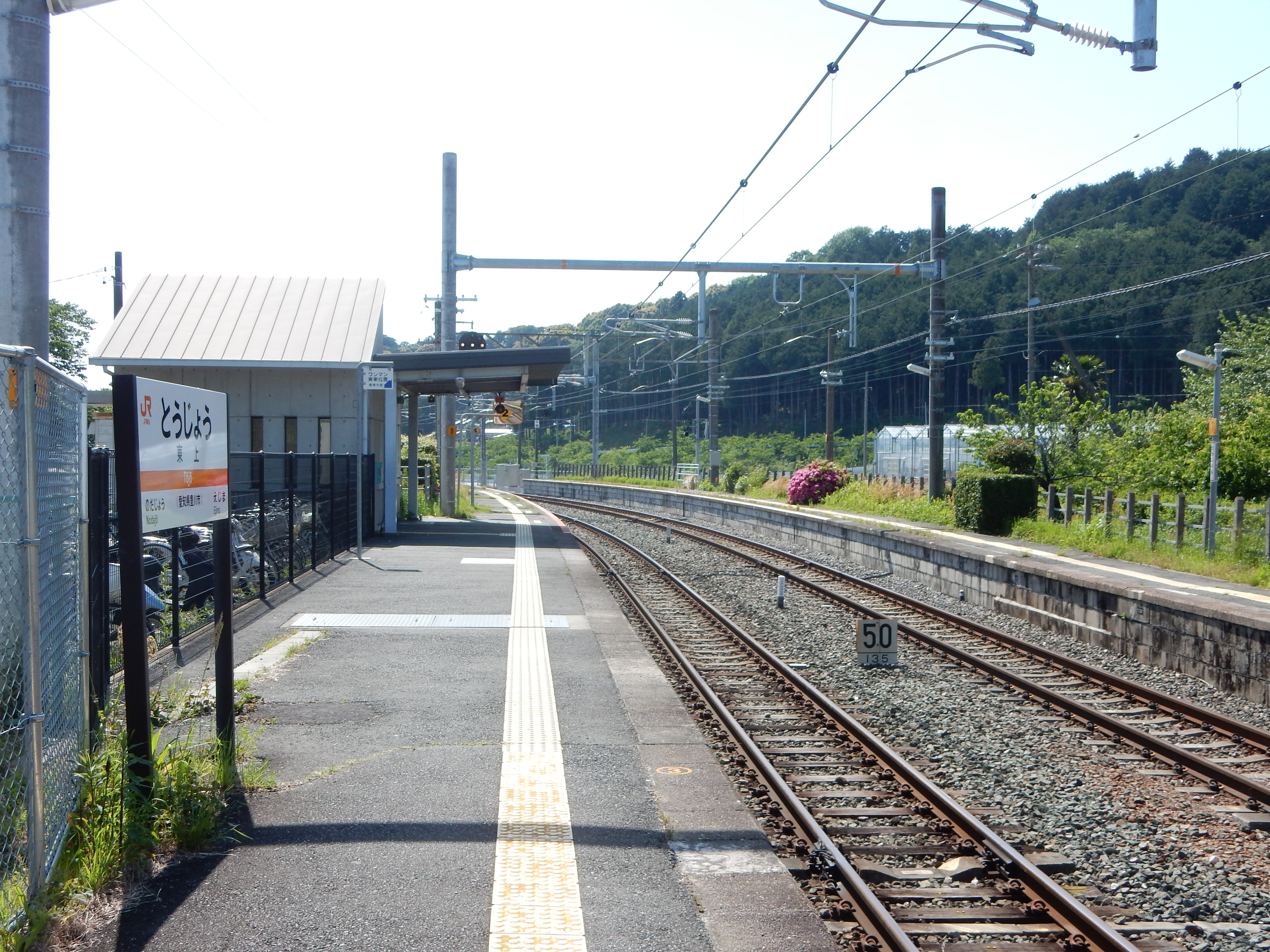
ホーム（2018年4月）

## 利用状況
2020年度の乗車人員は1日当たり119人であった。
近年では、1日平均乗車人員は以下の通り。
| 年度               | 人数 |
| ------------------ | ---- |
| 2002年（平成14年） | 189  |
| 2003年（平成15年） | 192  |
| 2004年（平成16年） | 176  |
| 2005年（平成17年） | 172  |
| 2006年（平成18年） | 159  |
| 2007年（平成19年） | 160  |
| 2008年（平成20年） | 160  |
| 2009年（平成21年） | 158  |
| 2010年（平成22年） | 149  |
| 2011年（平成23年） | 147  |
| 2012年（平成24年） | 147  |
| 2013年（平成25年） | 147  |
| 2014年（平成26年） | 149  |
| 2015年（平成27年） | 163  |
| 2016年（平成28年） | 161  |
| 2017年（平成29年） | 167  |
| 2018年（平成30年） | 174  |
| 2019年（令和元年） | 159  |
| 2020年（令和02年） | 119  |

## 停車列車
当駅には、豊橋方面（上り）・飯田方面（下り）の双方共1時間当たり概ね1・2本（ラッシュ時は最大3本）の列車が停車する。停車種別は普通列車と、上りのみに設定されている快速列車の2種類。また、特急「伊那路」も通過する。

## 駅周辺
駅自体は豊川市に位置するが、駅のすぐ東側を流れる境川を超えると新城市川田である。
- 東上郵便局
- 豊川市立東上保育園
- 国道151号
- 牛の滝
- わくぐり神社（安産祈願で有名な神社）

## バス路線
東上駅バス停
- 豊川市コミュニティバス 一宮地区地域路線「本宮線のんほい号」東回り

川田バス停（駅から約300m）
- 豊鉄バス新豊線

川田公民館前バス停（駅から約500m）
- 新城市Sバス西部線

## 隣の駅
東海旅客鉄道（JR東海）
CD 飯田線
■快速（上りのみ運転）・■普通
江島駅 - 東上駅 - 野田城駅